# فال فايس (1939)

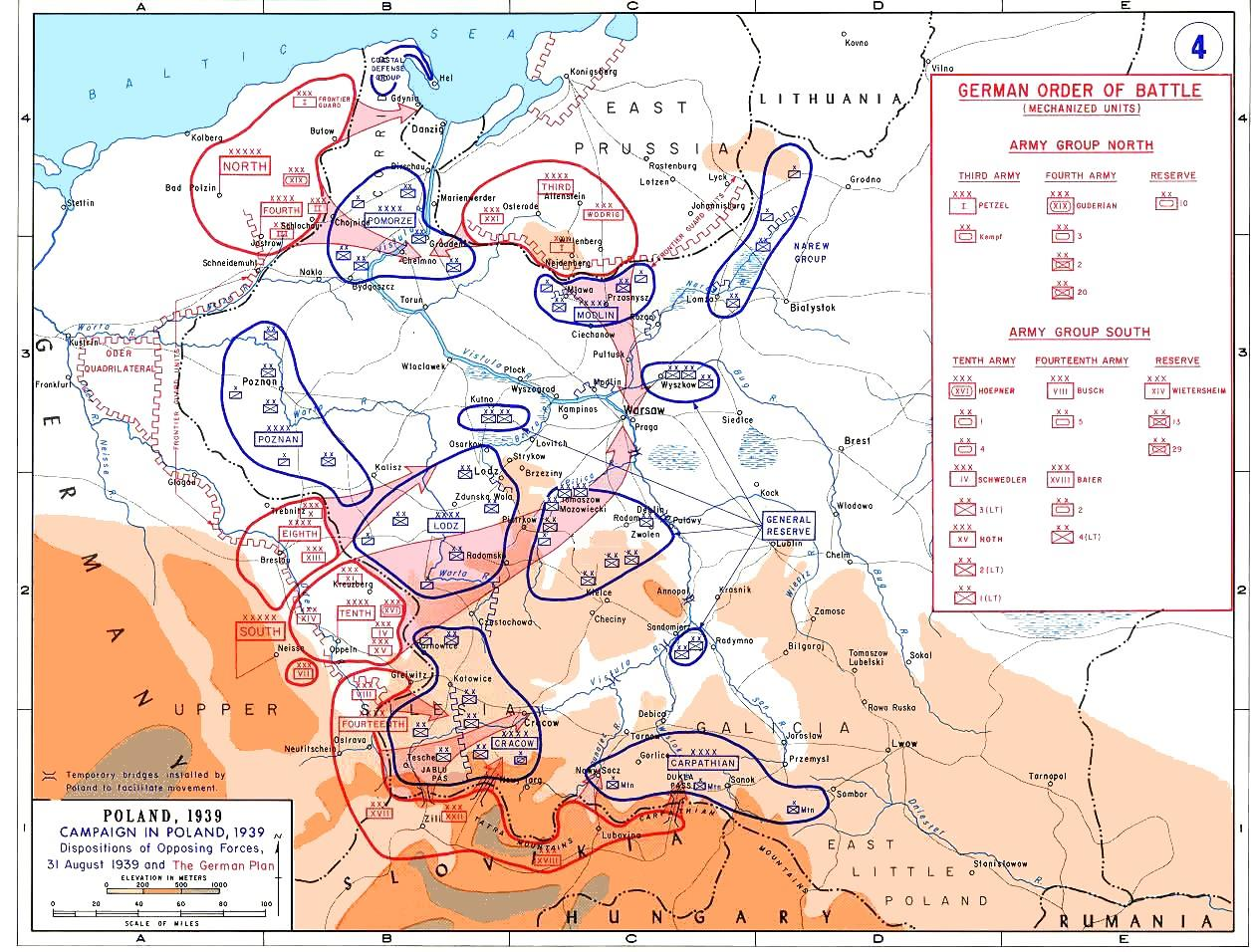
ترتيب القوات المعارضة في 31 أغسطس 1939 وخطة العمليات الألمانية

فال فايس (1939) ("Case White"،"Plan White"؛ التهجئة الألمانية Fall Weiß) كانت الخطة الاستراتيجية الألمانية لغزو بولندا. أنهت القيادة العسكرية العليا الألمانية أوامرها التنفيذية في 15 يونيو 1939 وبدأ الغزو في 1 سبتمبر، مما عجل الحرب العالمية الثانية.

## خلفية
تعود أصول الخطة إلى عام 1928، عندما بدأ فيرنر فون فريتش العمل عليها. تم تطوير Fall Weiss بشكل أساسي من قبل غونثر بلومنترت وإريش فون مانشتاين بينما كان الاثنان يعملان كضباط أركان تحت قيادة الجنرال غيرد فون رونتشتيت مع مجموعة الجيوش الجنوبية في سيليزيا.

## تفاصيل
دعت الخطة إلى بدء الأعمال العدائية قبل إعلان الحرب. غزت الوحدات الألمانية بولندا من ثلاثة اتجاهات:
- هجوم رئيسي من البر الرئيسي الألماني عبر الحدود الغربية لبولندا.
- هجوم ثانوي من الشمال، من مستوطنة شرق بروسيا.
- هجوم ثالث من قبل الوحدات الألمانية والسلوفاكية الحليفة عبر حدود سلوفاكيا.

كانت جميع الهجمات الثلاث متقاربة في وارسو  بينما كان الجيش البولندي الرئيسي محاصرًا ودمر غرب نهر فيستولا.
بدأت الخطة في 1 سبتمبر 1939 وكانت أول عملية عسكرية أوروبية للحرب العالمية الثانية.